# Paloselkäjärvi
Paloselkäjärvi är en sjö i Finland. Den ligger i kommunen Enare i landskapet Lappland, i den norra delen av landet, 1 000 km norr om huvudstaden Helsingfors. Paloselkäjärvi ligger 194,7 meter över havet. Arean är 84 hektar och strandlinjen är 7,54 kilometer lång. Sjön  ingår i Pasvik älvs huvudavrinningsområde. 